# Prozac Nation
Prozac Nation är en amerikansk/tysk/kanadensisk independentfilm från 2001 med Christina Ricci i huvudrollen.
Prozac Nation regisserades av Erik Skjoldbjærg. Filmen bygger på Elizabeth Wurtzels självbiografiska bok med samma namn.

## Rollista (urval)
- Christina Ricci - Elizabeth Wurtzel
- Jason Biggs - Rafe
- Anne Heche - dr. Sterling
- Michelle Williams - Ruby
- Jonathan Rhys Meyers - Noah
- Jessica Lange - mrs. Wurtzel
- Jesse Moss - Sam
- Nicholas Campbell - Donald
- Emily Perkins - Ellen
- Lou Reed - sig själv